# Onafhankelijke Burger Partij
De Onafhankelijke Burger Partij (afgekort: OBP) is een politieke partij in Nederland. Initiatiefnemer is Hero Brinkman. Hij maakte de naam van zijn eigen partij op 25 april 2012 wereldkundig. De OBP heeft samen met Trots op Nederland meegedaan met de Tweede Kamerverkiezingen van 2012.

## Eenmansfractie
Het lid Brinkman nam op 20 maart 2012 afscheid van de Partij voor de Vrijheid (PVV) en ging verder als eenmansfractie Lid-Brinkman binnen de Nederlandse Tweede Kamer. Als belangrijkste reden voor dit vertrek noemde Brinkman het in zijn ogen ondemocratische karakter van de partij waarin alles om één man zou draaien, namelijk Geert Wilders. Korte tijd later vergeleek Brinkman de PVV met de Stasi.

## Onafhankelijke Burger Partij
Na de val van het minderheidskabinet VVD-CDA was het enige tijd onzeker of Brinkman kon gaan meedoen aan de Tweede Kamerverkiezingen van 2012. Als de verkiezingen al in juni zouden worden gehouden zou het volgens Brinkman voor kleine partijen nagenoeg onmogelijk zijn om mee te doen. Op de stembiljetten zouden dan niet de namen, maar alleen de lijstnummers van nieuwe politieke partijen kunnen worden vermeld. Brinkman reageerde woest toen bleek dat er een nipte meerderheid voor zou zijn, de kleinst mogelijke meerderheid van 76 zetels binnen de Tweede Kamer. Toen de PvdA later terugkwam op haar steun voor verkiezingen in juni, was er ook geen meerderheid meer voor een stembusgang voor de zomer. Dat gaf Brinkman de kans om zijn eigen partij op te richten. In het praatprogramma Pauw & Witteman maakte hij de naam Onafhankelijke Burger Partij bekend en zei hij met een lijst van zo'n vijftien namen te zullen komen.
Op 9 juni 2012 kondigden Hero Brinkman en Trots op Nederland (ToN) een politiek samenwerkingsverband van OBP en ToN aan onder de naam Democratisch Politiek Keerpunt (DPK). Brinkman werd bij de Tweede Kamerverkiezingen van 2012 lijsttrekker van het DPK. Deze lijst behaalde echter geen zetel in de Tweede Kamer. Op 17 november van dat jaar liet TON weten dat de in het voorjaar aangekondigde fusie tussen de twee partijen niet doorging.